# Cheese in the Trap (serie televisiva)
Cheese in the Trap (치즈인더트랩?, Chijeu in deo teuraepLR) è una serie televisiva sudcoreana trasmessa su tvN dal 4 gennaio al 1º marzo 2016, basata sull'omonimo webtoon di Soonki, serializzato su Naver dal 2010 al 2016; presenta tuttavia un finale diverso, in quanto il fumetto non era ancora stato completato al momento della messa in onda.
Nell'agosto 2016 è stato avviato un remake cinematografico con ancora Park Hae-jin nel ruolo del protagonista maschile.

## Trama
Yoo Jung è il ricco e giovane erede del Gruppo Taerang, nonostante l'apparentemente bella vita, ha un carattere contraddittorio che lo porta a scontrarsi con Hong Seol, sua compagna d'università di un anno più giovane. La ragazza pensa di assentarsi dall'università per stargli lontano ma ritorna grazie ad una borsa di studio inizialmente indirizzata a Jung.
Egli si dimostra improvvisamente gentile e le chiede di uscire, dando inizio ad una relazione imbarazzante ulteriormente complicata dall'arrivo di Baek In-ho e di sua sorella Baek In-ha, amici d'infanzia di Jung, adottati dalla famiglia di quest'ultimo.
In-ha è innamorata di Jung, che la respinge, e conduce una vita stravagante mantenuta da vari uomini; In-ho, invece, perseguitato da alcuni malfattori, si trasferisce in zona e diventa amico di Seol. Mentre cerca di gestire i propri sentimenti verso Jung e In-ho, Seol deve fare i conti con le difficoltà della vita scolastica e lavorativa, aiutata dai suoi migliori amici Jang Bo-ra e Kwon Eun-taek.

## Personaggi
- Yoo Jung, interpretato da Park Hae-jin
- Hong Seol, interpretata da Kim Go-eun
- Baek In-ho, interpretato da Seo Kang-joon
- Baek In-ha, interpretata da Lee Sung-kyung
- Hong Joon, interpretato da Kim Hee-chan
- Hong Jin-tak, interpretato da Ahn Gil-kang
- Kim Young-hee, interpretata d Yoon Bok-in
- Jang Bo-ra, interpretata da Park Min-ji
- Kwon Eun-taek, interpretato da Nam Joo-hyuk

## Ascolti
| Episodio | Data di trasmissione | Dati AGB | Dati TNMS |
| -------- | -------------------- | -------- | --------- |
| 1        | 4 gennaio 2016       | 3,6%     | 2,6%      |
| 2        | 5 gennaio 2016       | 4,8%     | 2,9%      |
| 3        | 11 gennaio 2016      | 5,2%     | 5,8%      |
| 4        | 12 gennaio 2016      | 5,7%     | 5,8%      |
| 5        | 18 gennaio 2016      | 6,5%     | 6,2%      |
| 6        | 19 gennaio 2016      | 6,3%     | 6,6%      |
| 7        | 25 gennaio 2016      | 6,0%     | 7,0%      |
| 8        | 26 gennaio 2016      | 6,8%     | 7,1%      |
| 9        | 1 febbraio 2016      | 7,1%     | 7,2%      |
| 10       | 2 febbraio 2016      | 6,6%     | 7,6%      |
| 11       | 15 febbraio 2016     | 5,6%     | 7,3%      |
| 12       | 16 febbraio 2016     | 5,8%     | 7,2%      |
| 13       | 22 febbraio 2016     | 6,2%     | 6,9%      |
| 14       | 23 febbraio 2016     | 6,5%     | 7,2%      |
| 15       | 29 febbraio 2016     | 5,9%     | 6,4%      |
| 16       | 1 marzo 2016         | 6,9%     | 7,5%      |
| Media    | Media                | 6,0%     | 6,3%      |

## Riconoscimenti
| Anno | Premio                      | Categoria                               | Ricevente      | Risultato       |
| ---- | --------------------------- | --------------------------------------- | -------------- | --------------- |
| 2016 | Korean Cable TV Awards 2016 | Best Actor                              | Park Hae-jin   | Vincitore/trice |
| 2016 | Baeksang Arts Awards        | Best New Actress (Television)           | Kim Go-eun     | Vincitore/trice |
| 2016 | Baeksang Arts Awards        | Most Popular Actor (Television)         | Park Hae-jin   | Candidato/a     |
| 2016 | Baeksang Arts Awards        | Most Popular Actor (Television)         | Seo Kang-joon  | Candidato/a     |
| 2016 | Baeksang Arts Awards        | Most Popular Actress (Television)       | Kim Go-eun     | Candidato/a     |
| 2016 | Baeksang Arts Awards        | Most Popular Actress (Television)       | Lee Sung-kyung | Candidato/a     |
| 2016 | APAN Star Awards            | Excellence Award, Actor in a Miniseries | Park Hae-jin   | Candidato/a     |
| 2016 | APAN Star Awards            | Best New Actress                        | Kim Go-eun     | Candidato/a     |
| 2016 | Korea Drama Awards          | Excellence Award, Actor                 | Park Hae-jin   | Candidato/a     |
| 2016 | Korea Drama Awards          | Best New Actress                        | Kim Go-eun     | Candidato/a     |
| 2016 | tvN10 Awards                | Made in tvN, Actor in Drama             | Seo Kang-joon  | Candidato/a     |
| 2016 | Asia Artist Awards          | Best Artist Award, Actor                | Park Hae-jin   | Vincitore/trice |
| 2016 | Asia Artist Awards          | Best Entertainer Award, Actor           | Seo Kang-joon  | Vincitore/trice |